# Raffinerie di salnitro di Humberstone e Santa Laura
Le raffinerie di salnitro di Humberstone e Santa Laura sono due antiche raffinerie di salnitro che si trovano nel Cile settentrionale. Dal 2005 fanno parte dell'elenco dei Patrimoni dell'umanità dell'UNESCO.
Nella zona ci sono anche altre raffinerie di salnitro (o cosiddette "città del salnitro"): Chacabuco, Maria Elena, Pedro de Valdivia, Puelma, Aguas Santas e molte altre. In particolare Chacabuco è un caso particolare perché venne usata come campo di concentramento durante il regime di Pinochet, e ancor oggi è circondata da campi minati.

## Geografia
Humberstone e Santa Laura si trovano circa 50 chilometri a est della città di Iquique, nel deserto di Atacama, nella regione cilena di Tarapacá.

## Storia
Nel 1872 vennero fondate da Guillermo Wendell le prime raffinerie a Santa Laura, mentre questa faceva ancora parte del Perù. Nello stesso anno James Thomas Humberstone fondò le raffinerie di La Palma. Entrambe crebbero velocemente e intorno ad esse si svilupparono operose città con edifici in stile inglese.
Mentre La Palma divenne una delle regioni estrattive più importanti del Cile, Santa Laura ebbe qualche problema economico e nel 1902 passò di mano, fino a fermare la produzione nel 1913. Solo con l'introduzione di un nuovo processo estrattivo, detto Shanks, la produzione riprese.
Nel 1929 i problemi economici colpirono pesantemente tutte le raffinerie, in parte a causa della grande depressione e in parte a causa delle concrete applicazioni industriali degli studi scientifici dei tedeschi Fritz Haber e Carl Bosch, che avevano portato alla sintetizzazione dell'ammoniaca. Si era pertanto sviluppata la produzione industriale dei fertilizzanti azotati. Sull'orlo del fallimento, entrambe le raffinerie vennero rilevate nel 1934 dalla COSTAN (Compañía Salitrera de Tarapacá y Antofagasta), che ribattezzò La Palma col nome di "Oficina Santiago Humberstone", in onore del suo fondatore. La compagnia cercò di produrre un salnitro naturale che fosse anche competitivo, ammodernando Humberstone e rendendola la raffineria più efficiente nel 1940.
Nel 1958 però la COSTAN scomparve, dopo un susseguirsi di problemi economici, e negli anni sessanta entrambe le raffinerie vennero abbandonate. Nel 1970, ormai ridotte al rango di città fantasma, esse vennero dichiarate monumento nazionale ed aperte al turismo. Nel 2005 furono poi dichiarate Patrimonio dell'umanità dall'UNESCO.

## Galleria d'immagini

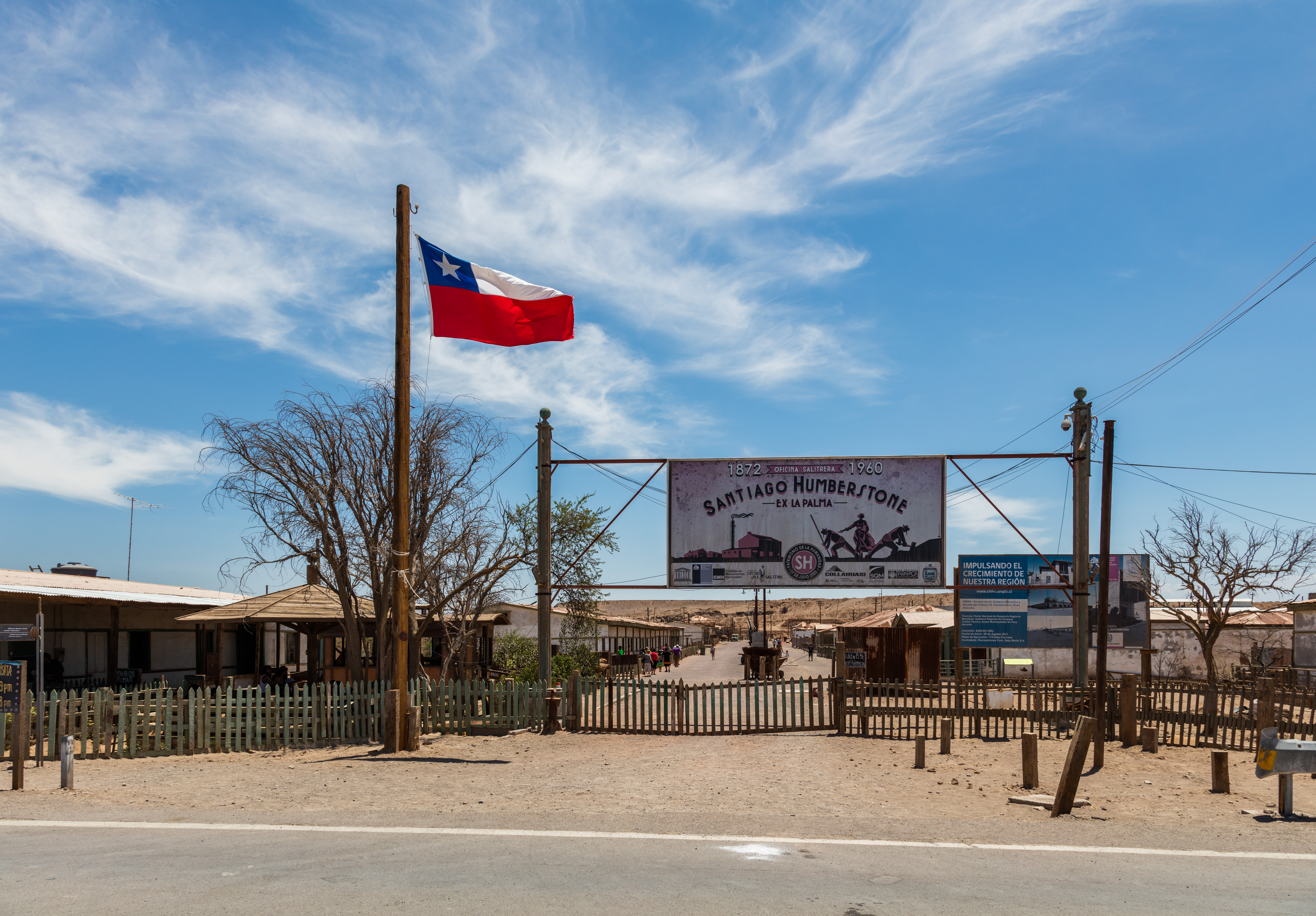
L'entrata di Humberstone
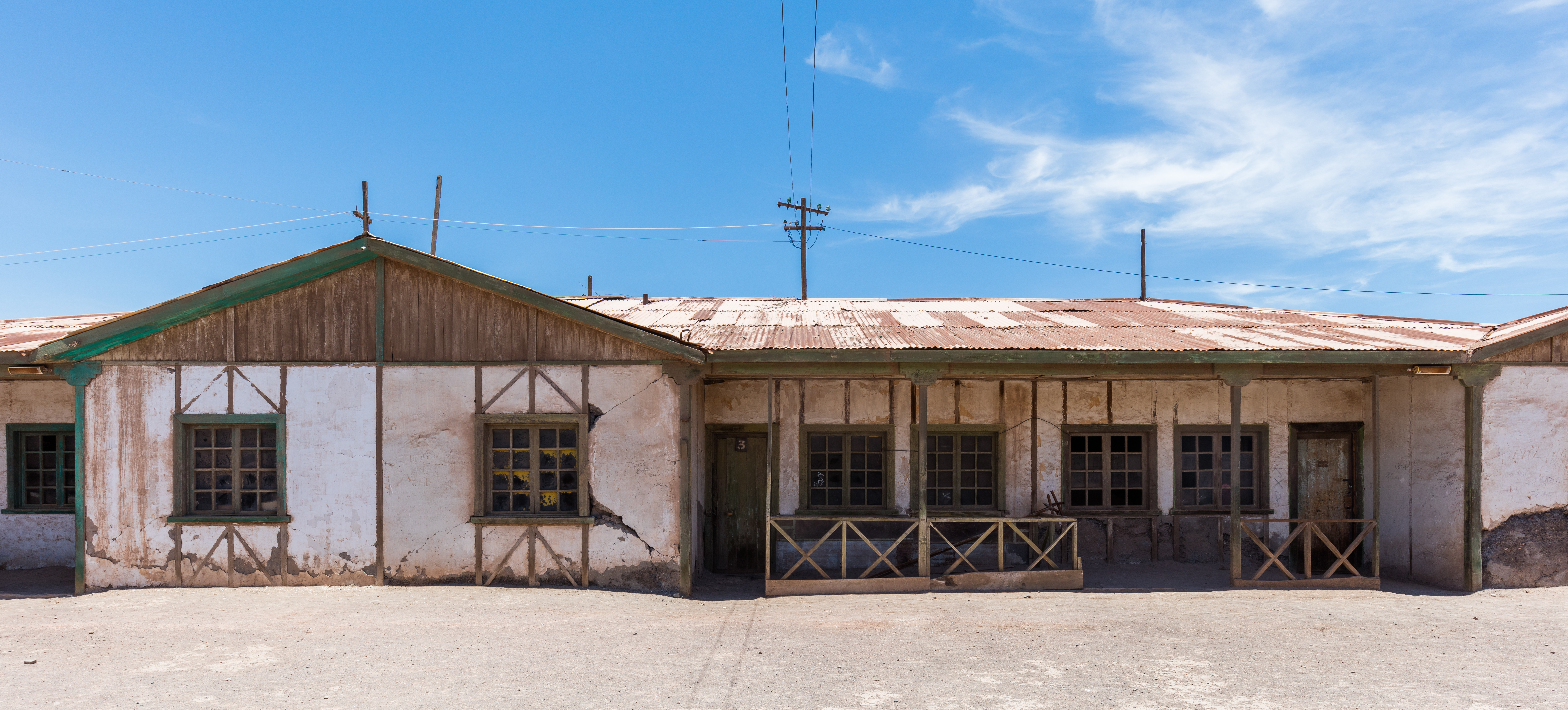
Il quartiere degli operai
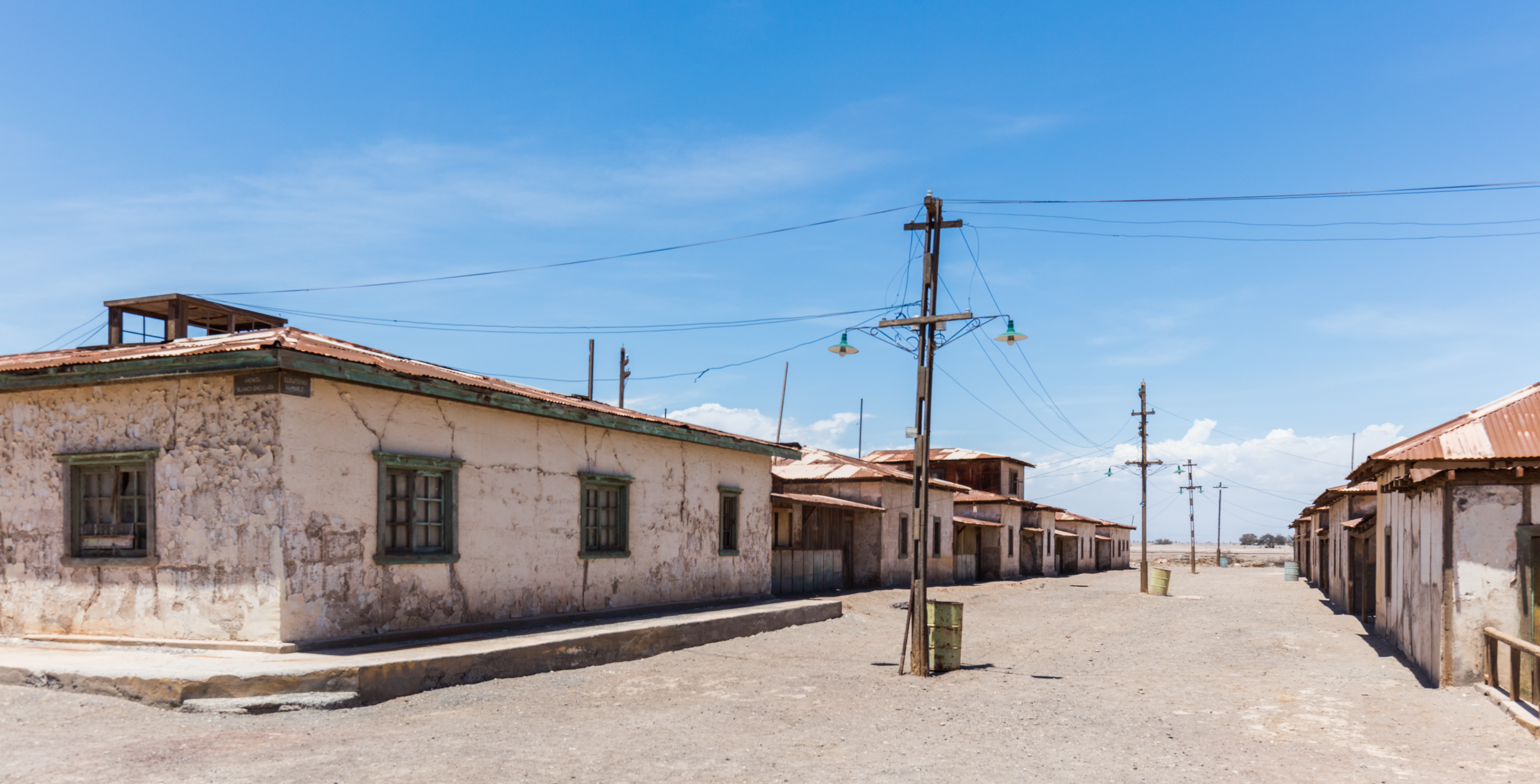
Gli alloggi degli operai
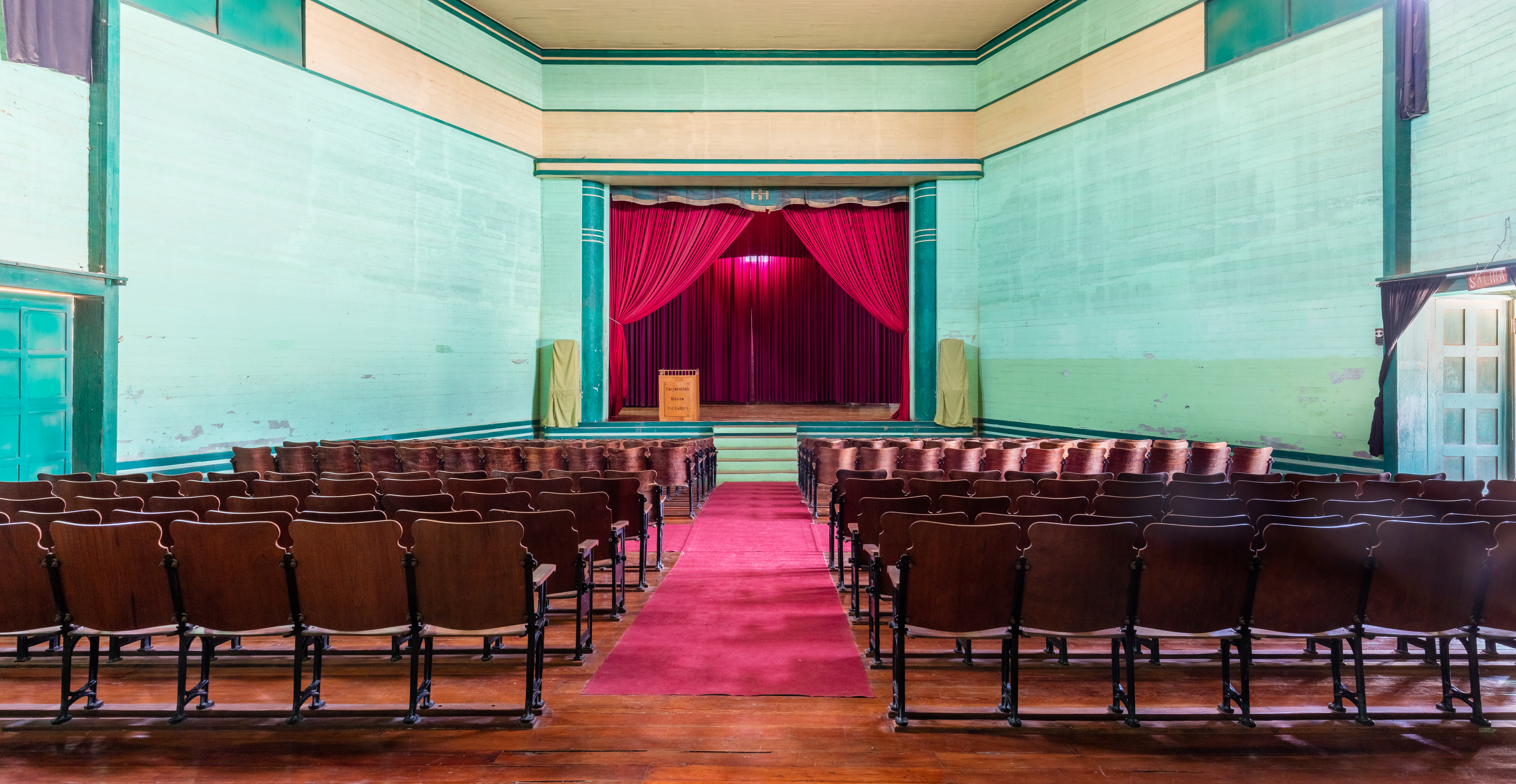
Il teatro
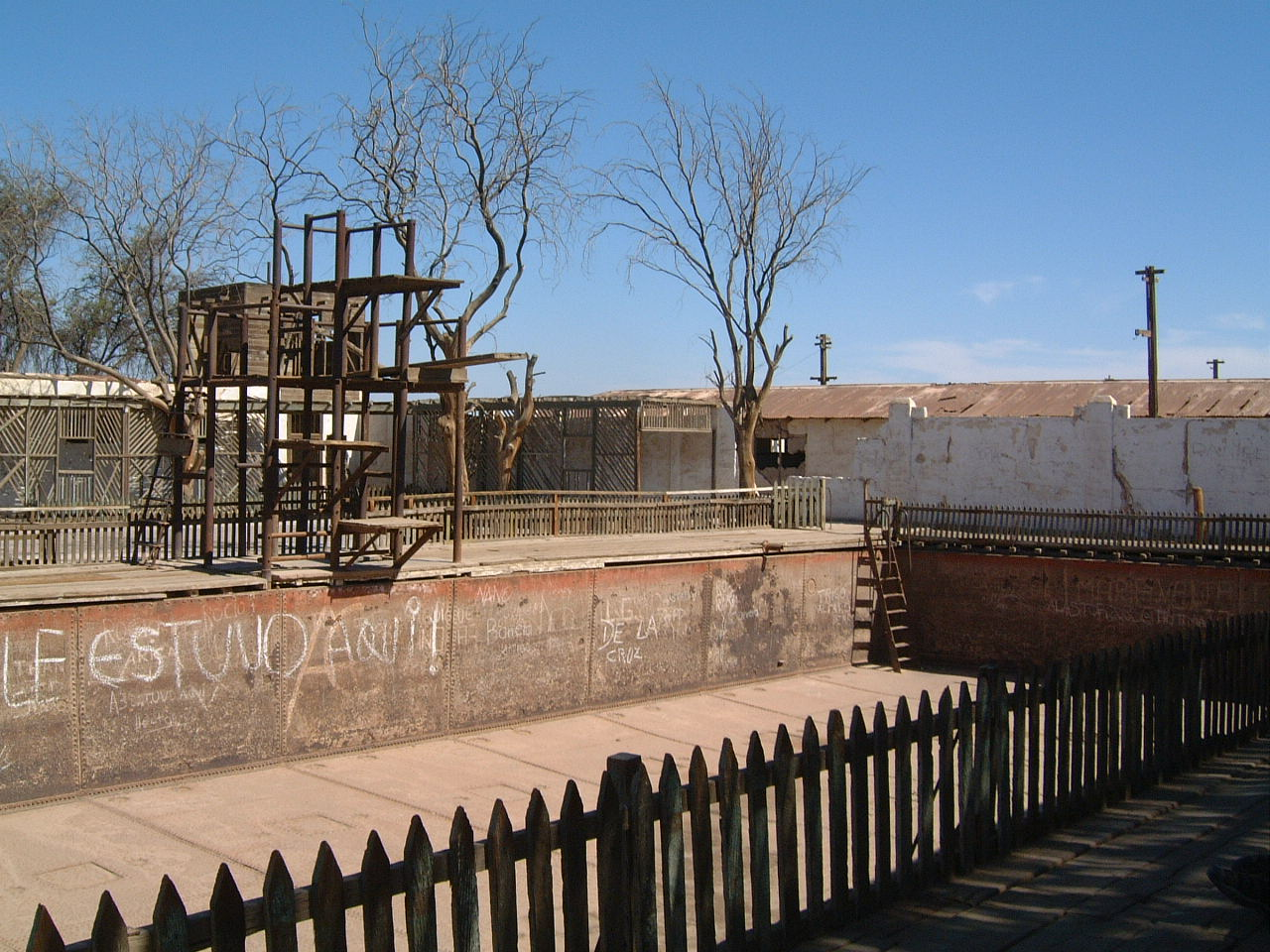
La piscina
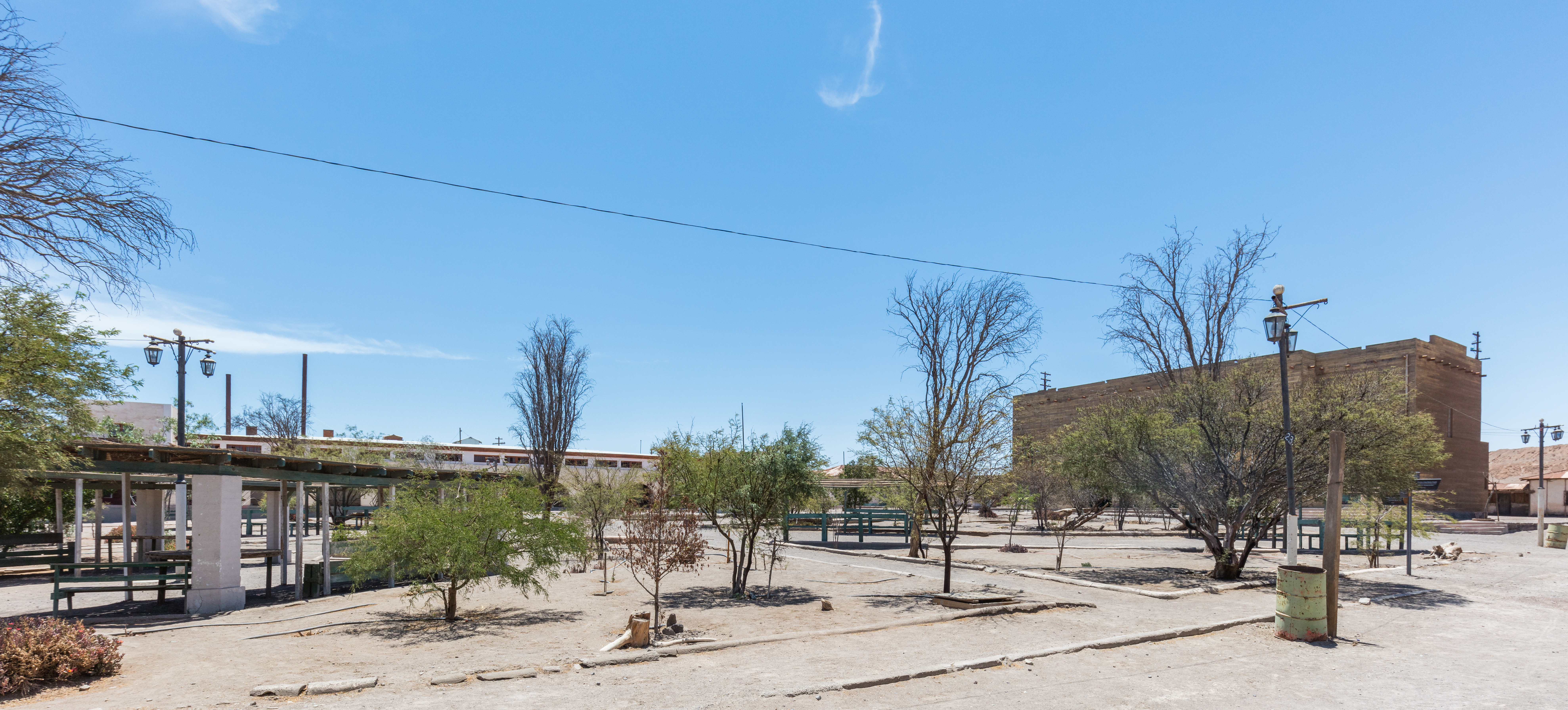
Piazza
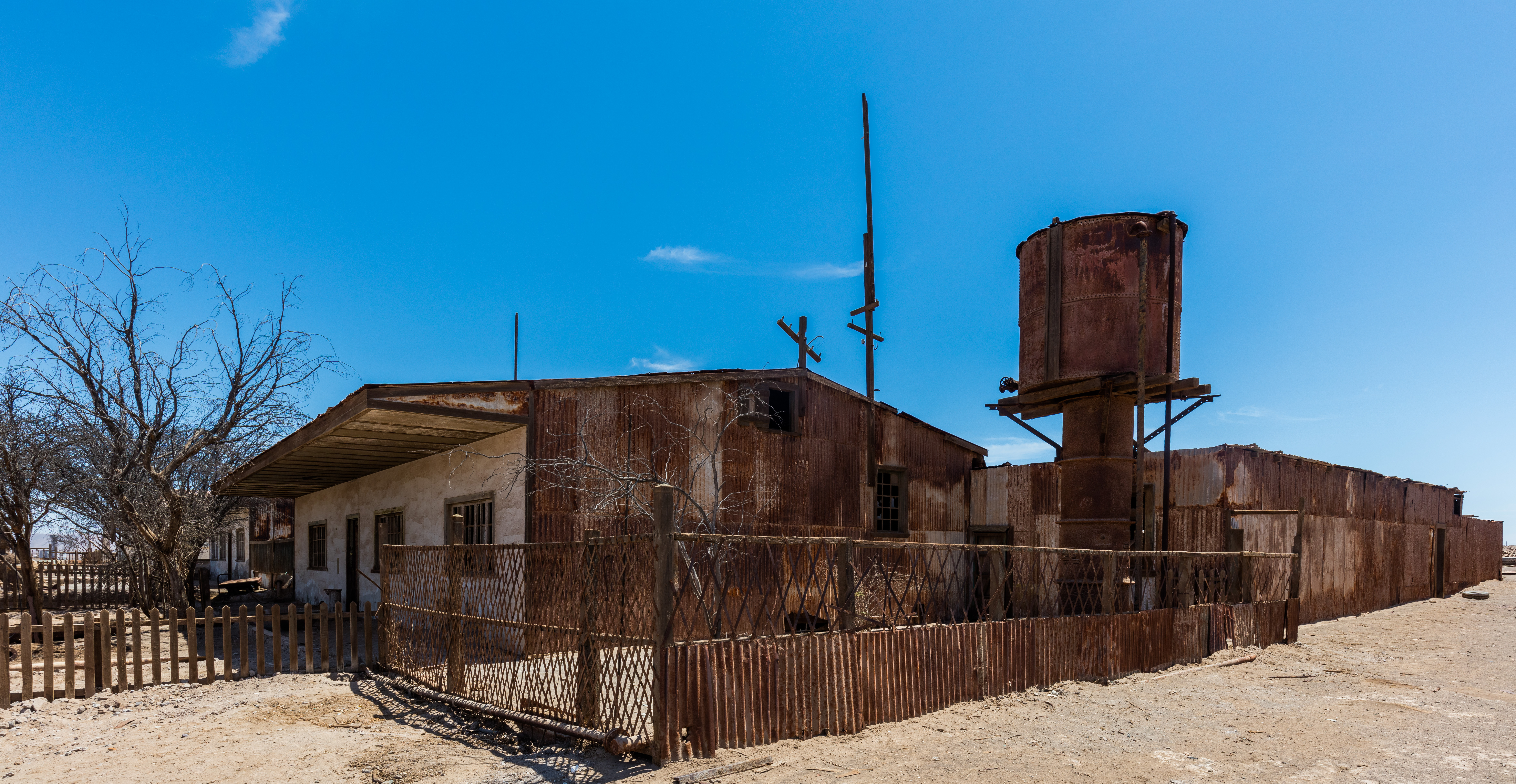
Officina
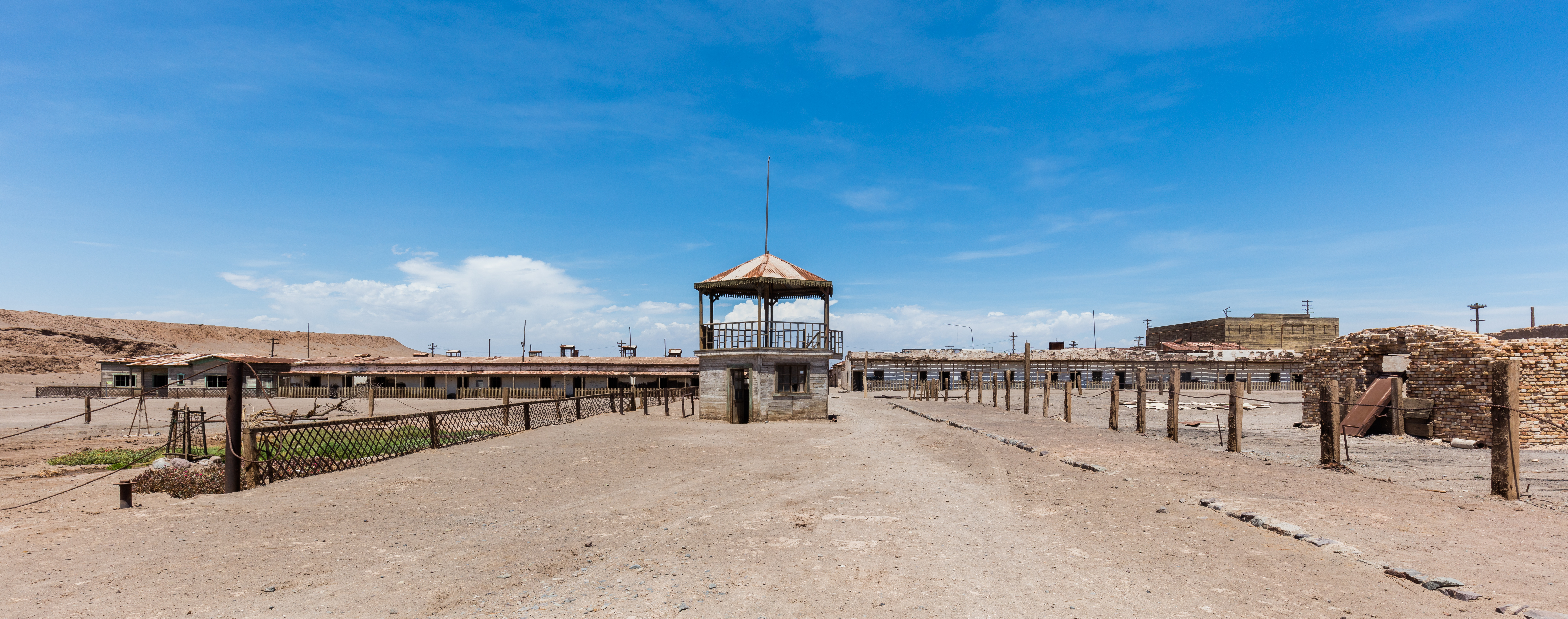
Chiosco